# Prepona ramosorum
Prepona ramosorum är en fjärilsart som beskrevs av Johnson och Descimon. Prepona ramosorum ingår i släktet Prepona och familjen praktfjärilar. Inga underarter finns listade i Catalogue of Life.